# Arthur Illies
Karl Wilhelm Arthur Illies, né le 9 février 1870 à Hambourg et mort en mai 1952 à Lunebourg, est un peintre, dessinateur, lithographe et graveur allemand.

## Biographie
Karl Wilhelm Arthur Illies naît le 9 février 1870 à Hambourg. Il est issu d'une famille de marchands.
Il commence par un apprentissage de peintre décorateur à Hambourg en 1886-1889. Il se forme à la Kunstgewerbeschule de Munich et à l'Académie des beaux-arts de Munich, où il reçoit l'enseignement de Lesker et de Herterich.
De retour à Hambourg, il se consacre principalement, à partir de 1892, à la représentation des paysages d'Allemagne du Nord.